# Карловская, Евгения Анатольевна
Евгения Анатольевна Карловская (род. 20 апреля 1974, Свободный, Амурская область) — российский экономист и управленец, доктор экономических наук, доцент, ректор Белгородского государственного национального исследовательского университета (2023—н. в.).

## Биография
Родилась 20 апреля 1974 года в городе Свободный, Амурская область. В 1996 году окончила Хабаровскую государственную академию экономики и права (ныне — Хабаровский государственный университет экономики и права) по специальности «Финансы», после чего работала там. В 2002 году защитила диссертацию «Социально-экономическая среда как основа управления организациями в условиях рынка» и получила учёную степень кандидата экономических наук.
В 1996—2022 годах работала в Хабаровском государственном техническом университете (с 2005 года — Тихоокеанский государственный университет, ТОГУ). Являлась преподавателем, позднее — старшим преподавателем. В 2005 году получила учёное звание доцента.
В 2013 году окончила докторантуру ТОГУ, защитила диссертацию «Методология организации предоставления государственных услуг на основе субъектно-ориентированного подхода» и получила учёную степень доктора экономических наук.
В 2017—2022 годах являлась первым проректором ТОГУ и заведующей кафедрой финансов, кредита и бухгалтерского учёта.
В декабре 2022 года переехала в Белгород и стала референтом губернатора Белгородской области по экономическим вопросам.
В марте 2023 года была назначена и. о. ректора Белгородского государственного национального исследовательского университета (БелГУ), а в феврале 2024 года — ректором. В отличие от своего предшественника Олега Полухина, Карловская была назначена Министерством образования и науки России, а не избрана тайным голосованием работников и студентов БелГУ.

## Научная деятельность
Область научных интересов: развитие общественного (государственного) сектора сферы услуг, государственные и муниципальные финансы.
Является автором 113 научных и учебно-методических работ.

## Награды
- Почётный работник сферы образования Российской Федерации[1].
- Почётная грамота губернатора Хабаровского края[1].